# Снежинка
Снежи́нка — отдельный снежный или ледяной кристалл, выпадающий из облаков в виде атмосферных осадков с размерами от долей до нескольких миллиметров. Их формирование в атмосфере связано с процессами конденсации и кристаллизации из воздуха водяного пара. Современная международная классификация форм ледяных кристаллов в атмосфере, принятая в 1949 году, выделяет более 40 основных типов снежинок. Наиболее часто встречающимися формами снежинок являются дендриты, звёзды, пластинки и столбики с шестилучевой симметрией в основе. Ледяные частицы могут вырастать в размерах благодаря столкновениям с частицами переохлаждённой воды с последующим замерзанием жидкой фазы на поверхности льда или формировать сложные составные агрегаты, сталкиваясь и слипаясь друг с другом.
В течение столетий снежинки вызывали как любопытство обывателей, так и академический интерес научного сообщества благодаря своим эстетическим качествам, сложным геометрическим формам и свойствам симметрии. В 1885 году американский фотограф-энтузиаст Вильсон Бентли опубликовал книгу с более чем 5000 изображений снежинок.

## Общие сведения
Современная международная классификация форм ледяных кристаллов в атмосфере, принятая в 1949 году, выделяет более 40 основных типов снежинок.
Пространственные размеры снежинок располагаются в среднем в диапазоне от долей миллиметра до нескольких миллиметров. Обычно они значительно меньше 2 сантиметров, однако в научной литературе существуют сведения о снежинках, которые превышают эту величину. Как правило, с возрастанием температуры окружающей среды и уменьшением силы ветра снежинки проявляют тенденцию к увеличению своих размеров. Кажущееся огромное разнообразие конфигураций снежинок с кристаллографической точки зрения основывается на одной-единственной базовой форме, а именно — гексагональной призме с боковыми гранями типа (0001) и гранями основания типа (1010). Кристаллические грани типов (1012), (1120) — боковая грань додекагональной структуры и (1011) — боковая грань пирамиды являются метастабильными и наблюдаются в крайне редких случаях.
При спокойной атмосфере скорость выпадения снежинок в среднем составляет около одного метра в секунду, обычно варьируясь от одной десятой до двух метров в секунду. Эта величина существенным образом зависит от температуры воздуха и от аэродинамических свойств кристаллов льда. В процессе осаждения из атмосферы снежинки непрерывно трансформируются из-за коагуляции, обзернения и заиндевения. Они имеют тенденцию собирать на себе переохлаждённую влагу, сцепляться и смерзаться между собой с образованием снежных хлопьев. После выпадения на поверхность земли они подвергаются сильным изменениям в снежном покрове.

## Формирование
В процессе своего формирования снежинки могут приобретать самые разные геометрические формы. Наиболее часто встречающимися формами снежинок являются дендриты, звёзды, пластинки и столбики с шестилучевой симметрией в основе (угол 60° между лучами связан с гексагональной структурой, образованной молекулами воды во льду).
Ледяные грани растущего кристалла всегда покрыты тонкой жидкой плёнкой, которая носит название квазижидкого слоя. Это явление связано с поверхностным таянием, которое наблюдается на поверхности многих кристаллических материалов и является разновидностью фазового перехода первого рода. Поверхностное таяние имеет место при температурах ниже точки плавления сплошного льда благодаря менее прочным связям молекул воды на поверхности кристалла, чем в его глубине. Этот эффект диктует условия протекания химических реакций на поверхности льда, процессы его роста, а также ряд других атмосферных явлений.
Возникновение снежинок в атмосферном воздухе происходит под комплексным влиянием совокупности различных факторов. Рост чистых кристаллов протекает благодаря осаждению молекул водяного пара на поверхности льда. Шестисторонняя симметрия растущего кристалла льда дала своё название и обозначение так называемому нормальному гексагональному льду Ih. Ледяная кристаллическая решётка Ih является самой важной и наиболее часто встречающейся, однако только одной возможной модификацией льда из как минимум 13 других, которые когда-либо наблюдались при различных комбинациях значений температуры воздуха и атмосферного давления. В смешанной и ледяной облачности сублимационный рост льда подхлёстывается типичными условиями при температурах до −40 °C, когда упругость водяного пара соответствует насыщению над водой, но не над льдом. Создаваемое таким образом пересыщение над льдом может достигать десятков процентов, что запускает процесс перегонки всей доступной влаги из жидкой фазы в твёрдую. Особенно заметно это при температуре около −12,5 °C.
Причиной большого разнообразия форм отдельных снежинок является уникальность комбинации температура-влажность-давление на протяжении времени формирования и падения каждой отдельной снежинки. При этом симметричная форма обеспечивается одинаковыми микро-условиями роста для каждого луча снежинки.
Кроме этого ледяные частицы могут вырастать в размерах благодаря столкновениям с частицами переохлаждённой воды с последующим замерзанием жидкой фазы на поверхности льда. Другим видом роста твёрдых частиц является агрегация, когда они сталкиваются вместе и слипаются друг с другом, формируя сложные составные агрегаты.

## История наблюдения и изучения
Считается, что первое описание снежинок как кристаллических объектов было дано немецким математиком и астрономом Иоганном Кеплером в 1611 году в трактате «О шестиугольных снежинках». Однако, в то же самое время, имеются сведения, что в этом аспекте Кеплер был продолжателем наблюдений датского астронома Тихо Браге, чьи зарисовки выпадавших снежинок дошли до современности. В 1635 году геометрические свойства снежинок вызвали интерес у французского естествоиспытателя и математика Рене Декарта. Декарт впервые обнаружил редкую форму снежинки с двенадцатью лепестками, происхождение которой непонятно по настоящее время. В 1665 году английский изобретатель Роберт Гук провёл серию наблюдений за снежинками с помощью микроскопа и опубликовал свои результаты в виде рисунков.

### XIX век
В 1820 году английским исследователем и первопроходцем Уильямом Скорсби была создана первая в мире систематизированная классификация снежинок. Он также стал первым из тех, кто обратил внимание на несомненную связь между формой кристаллов льда и температурой окружающего воздуха.
В 1870-х годах большой объём работы по фотофиксации снежинок был выполнен российским фотолюбителем Андреем Сигсоном. Полностью отдаваясь своему увлечению, он охлаждал кисти рук и дышал через специальный воздуховод, чтобы не повредить хрупкие кристаллы льда. Результатом исследований стала серебряная медаль московской Политехнической выставки 1872 года и проблемы со здоровьем — ревматизм пальцев рук. Вслед за ним в 1885 году американский фотограф-энтузиаст Вильсон Бентли опубликовал книгу с более чем 5000 изображений, сделанных посредством фотографирования под микроскопом.

### XX век
В 1910 году русским исследователем И. Б. Шушкевичем была составлена одна из первых российских классификаций выпадающих кристаллов льда с учётом сопутствующих этому метеоусловий. Через несколько десятилетий эта система была уточнена советским гляциологом Борисом Вейнбергом.
Значительный вклад в изучение снежинок внёс японский физик и натуралист Укисиро Накайя из университета Хоккайдо в городе Саппоро. Он начал своё исследование в 1932 году и после нескольких лет работы научился воспроизводить практически любую конфигурацию льда в своей лаборатории. Им было исследовано более 3000 фотографий природных снежинок, и на их основе он предложил классификацию выпадающих кристаллов льда на 40 морфологических категорий. Его результаты были обобщены и систематизированы в виде так называемой диаграммы Накайи, которая связывала температуру и влажность воздуха с свойствами наблюдаемых форм снежинок. Благодаря диаграмме Накайи появилась возможность сделать вывод об условиях в верхних слоях атмосферы наблюдая за морфологией выпадающих оттуда ледяных кристаллов. В свете своих выводов Накайя часто называл снежинки «письмами с небес».
В 1940 году американским изобретателем-самоучкой Винсентом Шефером была разработана методика фиксации отпечатков ледяных кристаллов на поверхности тонкой пластмассовой плёнки. В качестве основного материала для этой плёнки была выбрана смесь из дихлорэтана и поливинилхромаля. Этот подход заинтересовал другого американского исследователя — химика Ирвинга Ленгмюра, который в 1946 году переманил инициативного Шефера на должность своего помощника. Во время экспериментов и наблюдений за переохлаждённым водяным аэрозолем в морозильной камере была обнаружена возможность управлять конденсацией влаги с помощью сухого льда и других химических реагентов. Это открытие привело к появлению современных методов воздействия на облака и управления погодой.
В 1949 году на базе идей У. Накайя была создана и принята международная классификация форм ледяных частиц атмосферного происхождения, в состав которой вошло более 40 форм и конфигураций снежинок.
Советский исследователь Ф. Я. Клинов в районе города Верхоянска в 40—50-е годы XX века провёл комплекс исследований морфологии наблюдаемых ледяных кристаллов с помощью привязных радиозондовых шаров. Помимо параметров ледяных частиц регистрировалась гидротермическая обстановка при их формировании и тип облачности.
В 1966 году метеорологами К. Магоно и К. Ли была предложена классификационная система, которая стандартизировала различные формы наблюдаемых ледяных и снежных частиц присваивая им специальные кодовые обозначения. Так же, как и Накайя эти исследователи очертили области статистического превалирования разных типов частиц температурой и относительным пересыщением водяного пара в верхних слоях атмосферы.

### Сопутствующие явления
Много внимания обывателей и учёных снежные кристаллы вызывают в связи с их влиянием на формирование специфических оптических феноменов, которые часто наблюдаются в приземном слое атмосферы. Среди этих явлений нельзя не упомянуть хорошо известное солнечные столбы, гало, паргелий и антелий, которые могут сопровождаться целым комплексом менее выраженных побочных эффектов. Их возникновение в небе связано с преломлением солнечного света на плоских гранях ледяных частиц, в процессе роста которых формируются строго определённые углы между разными элементами кристаллической структуры льда.

## В культуре и массовом сознании
История эстетического созерцания кристаллов льда насчитывает несколько десятков столетий. Первым, кто обратил внимание на неизменность шестисторонней симметрии ледяных частиц, стал китайский мыслитель Хан Юн в 135 году. Следом за ним китайские учёные и писатели нередко упоминали об этом факте в своих сочинениях. Он также нашёл своё отражение в классической китайской поэзии, например в одном из стихотворений, которое датируется VI веком. В мировосприятии древних китайцев снежные кристаллы относились к стихии Инь. Их природа и гексагональная симметрия отождествлялись с традиционным для китайской культуры символизмом, однако не было предпринято ни единой попытки дать наблюдаемым явлениям хоть какое-то объяснение.
Древние греки и мыслители раннего арабского Востока не оставили в своих документах упоминаний о снежинках. Скорее всего, это связано просто с тем, что в климате Средиземноморья атмосферный лёд является крайне нечастым феноменом.
Много столетий спустя на частицы снега в атмосфере обратили внимание просвещённые умы средневековой Европы. Первым известным из них стал немецкий теолог Альберт Великий, который примерно в 1260 году оставил упоминания о звездообразных кристаллах льда, которые выпадают только в феврале и марте. Скандинавский епископ Олаф Магнус описал причудливость снежинок в своей книге, которая была опубликована в Риме в 1555 году. В дополнение к словам он оставил потомкам деревянную гравюру с изображениями двадцати трёх снежинок, которые имели крайне странные формы и очертания. Историчность этого свидетельства вызывает сомнения, так как сделавший эту картину мастер-гравёр, по-видимому, не уловил смысл инструкций автора или потерял его наброски.
Технический прогресс внёс в восприятие снежных красот свои коррективы. Английский естествоиспытатель XVII века Роберт Гук был потрясён несовершенством ледяных частиц под микроскопом, причём с возрастанием оптического увеличения его прибора обилие видимых дефектов на их поверхности только возрастало. Роберт Гук не рискнул предположить, что созданное по плану Всевышнего творение может быть хоть в чём-то неидеальным, и списал все видимые изъяны на долгое путешествие снежинки с неба на землю. В более общем контексте Гук рассуждал аналогично философской линии Джозефа Гленвилла и Джона Локка. В соответствии с этими идеями, неспособность увидеть истинную красоту и настоящую суть Божьего промысла проистекает из недостатков человеческого восприятия, которое деградировало в момент грехопадения. То есть, любые ошибки исследователей природы являются следствием искажённости их органов чувств, которые потеряли заложенные Создателем возможности из-за предрасположенности человека ко греху.
В восточном искусстве мотив снежинок с типичной для них симметрией проскальзывал в изобразительных работах японского художника Утагавы Кунисады. Предполагается, что он был навеян рисунками снега, опубликованными в 1832 году японским государственным деятелем Тошитсурой Дои. Значимость проведённых Тошитсурой Дои наблюдений проистекает из того факта, что на момент публикаций его работ японская наука находилась в зачаточном состоянии.
В XXI веке в Великобритании возник уничижительный термин «поколение снежинок», который начал повседневно использоваться по отношению к молодому поколению (чаще всего — к студентам), чей период взросления выпал на 2010-е годы. Подчёркивая их повышенную чувствительность и неспособность противостоять повседневным трудностям, это выражение начало применяться как инструмент в политических дискуссиях. Особенно часто оно используется в политических комментариях популистского или правого уклона.
На сленге афроамериканцев английское слово «снежинка» (англ. snowflake) обозначает любого представителя белой расы и несёт оскорбительный оттенок. В этом смысле оно нередко циркулирует в кинофильмах и телевизионных сериалах. Это же самое сленговое значение оно имеет в британском английском. В отличие от него, в сленговом американском английском под понятием «снежинка» (англ. snowflake) часто подразумевается кокаин.
В Юникоде предусмотрено несколько символов снежинки: U+2744 ❄ snowflake, U+2745 ❅ tight trifoliate snowflake, U+2746 ❆ heavy chevron snowflake.